# Brandon Routh
Brandon James Routh  (n. 9 octombrie 1979) este un actor american. Este cunoscut pentru rolul său ca Superman în Superman Revine din 2006. A mai apărut și în serialele de televiziune cu supereroi Arrow și The Flash interpretând personajul Ray Palmer/The Atom.

## Filmografie

### Film
| An   | Titlu                       | Rol                 | Note |
| ---- | --------------------------- | ------------------- | --- |
| 2006 | Karla                       | Tim Peters          | |
| 2006 | Denial                      | Man                 | Film scurt |
| 2006 | Superman Returns            | Clark Kent/Superman | Empire Award for Best Male Newcomer Saturn Award for Best Actor Saturn Award for Rising Star Scream Award for Best Superhero ShoWest Award for Male Star of Tomorrow Nominalizat–Scream Award for Breakout Performance Nominalizat–Teen Choice Award for Choice Male Breakout Star Nominalizat–Teen Choice Award for Choice Movie Chemistry (Shared w/ Kate Bosworth) Nominalizat–Teen Choice Award for Choice Movie Rumble |
| 2008 | Fling                       | James               | Și co-producător |
| 2008 | Zack and Miri Make a Porno  | Bobby Long          | |
| 2009 | Life Is Hot in Cracktown    | Sizemore            | |
| 2009 | Stuntmen                    | Kirby Popoff        | |
| 2009 | Table for Three             | Scott Teller        | |
| 2009 | Kambakkht Ishq              | El însuși           | Cameo |
| 2009 | Miss Nobody                 | Milo Beeber         | |
| 2009 | The Informers               | Bruce               | Scene șterse |
| 2010 | Unthinkable                 | Agent Jackson       | |
| 2010 | Scott Pilgrim vs. the World | Todd Ingram         | Nominalizat–Detroit Film Critics Society Award for Best Ensemble Nominalizat–Scream Award for Best Villain |
| 2011 | Dylan Dog: Dead of Night    | Dylan Dog           | |
| 2011 | Cost of Living              | Silus               | Film scurt |
| 2011 | Number Nine                 | John                | Film scurt |
| 2012 | Crooked Arrows              | Joe Logan           | |
| 2014 | Missing William             | James Anderson      | |
| 2015 | 400 Days                    | Captain Theo Cooper | |
| 2016 | Lost in the Pacific         | Mike                | |

### Televiziune
| An           | Titlu                       | Rol                         | Note                                                                           |
| ------------ | --------------------------- | --------------------------- | ------------------------------------------------------------------------------ |
| 1999         | Odd Man Out                 | Connor Williams             | Episod: "You've Got Female"                                                    |
| 2000         | Undressed                   | Wade                        | 4 episoade                                                                     |
| 2000         | Gilmore Girls               | Party Guy at concert        | Episod: "Concert Interruptus"                                                  |
| 2001–2002    | One Life to Live            | Seth Anderson               | Rol recurent                                                                   |
| 2003         | Cold Case                   | Young Henry Phillips        | Episod: "A Time to Hate"                                                       |
| 2004         | Will & Grace                | Sebastian                   | Episod: "A Gay/December Romance"                                               |
| 2004         | Oliver Beene                | Brian                       | Episod: "Dibs"                                                                 |
| 2005         | Awesometown                 | Officer Dino Wong           | Television short                                                               |
| 2006         | The Batman                  | John Marlowe/Everywhere Man | Voce; episod: "The Everywhere Man"                                             |
| 2008         | Fear Itself                 | Bobby                       | Episod: "Community"                                                            |
| 2010–2011    | Chuck                       | Daniel Shaw                 | Rol recurent, 12 episoade IGN Award for Best Villain (2010)                    |
| 2012–2013    | Partners                    | Wyatt Plank                 | Rol principal, 13 episoade                                                     |
| 2013–2014    | Chosen                      | Max Gregory                 | Rol recurent (sezoanele 2–3), 6 episoade                                       |
| 2013         | Newsreaders                 | Miles Van Cleef             | Episod: "Hedge Fun"                                                            |
| 2014         | The Exes                    | Steve                       | 2 episoade                                                                     |
| 2014         | Enlisted                    | Brandon Stone               | 2 episoade                                                                     |
| 2014         | The Millers                 | Officer Dixon               | Episod: "Carol's Surprise"                                                     |
| 2014         | The Nine Lives of Christmas | Zachary Stone               | Film de televiziune                                                            |
| 2014–2016    | Arrow                       | Ray Palmer/The Atom         | Recurent (sezoanele 3-4; 19 episoade) Special guest star (sezonul 5; 1 episod) |
| 2015–2016    | The Flash                   | Ray Palmer/The Atom         | Special guest star (seasons 1 & 3; 2 episodes)                                 |
| 2016–present | Legends of Tomorrow         | Ray Palmer/The Atom         | Rol principal, 39 episoade                                                     |
| 2016         | Lady Dynamite               | Jack Tripper                | Episod: "Jack and Diane"                                                       |